# Scheiße
Xem thêm: Scheisse
"Scheiße" (Cứt, theo tiếng Đức) là một bài hát của nữ nghệ sĩ thu âm người Mỹ Lady Gaga trích từ album thứ hai của cô ấy, Born This Way (2011). Bài hát được viết và sản xuất bởi Lady Gaga và RedOne, và được thu âm tại châu Âu trên chiếc xe buýt lưu diễn suốt chặng đường Monster Ball Tour. "Scheiße" lần đầu tiên được giới thiệu trong một bản remix được phát tại chương trình biểu diễn thời trang tổ chức vào ngày 19 tháng 1 năm 2011. Sau đó Gaga cũng biểu diễn đoạn đầu và phần điệp khúc của ca khúc trong mùa cuối cùng của chương trình Germany's Next Topmodel năm 2011.
"Scheiße" là một bài hát dance-pop với những âm điệu giàn điện tử tổng hợp âm thanh (synth) nặng. Bài hát cũng có nhịp điệu techno nhanh với ảnh hưởng của nhạc electro và Eurodisco. Gaga đọc đoạn đầu và phần điệp khúc của bài hát bằng tiếng Đức, bởi vì tên của bài hát là tiếng Đức. Bài hát mang xu hướng bênh vực nữ giới, với lời bài hát nói về sức mạnh của phụ nữ. Ca khúc nhận được những nhận xét tích cực từ các nhà phê bình báo chí, họ khen ngợi những nhịp dance và đoạn khúc dễ nghe, mặc dù chỉ trích phần lời tiếng Đức và cách phát âm của Gaga. Các nhà phê bình cũng xem đây là một điểm sáng của album, và tìm thấy ảnh hưởng của Madonna trong đó. Bài hát có mặt trong bảng xếp hạng của Hàn Quốc và các quốc gia châu Mỹ, đồng thời góp mặt tại các bảng xếp hạng ở Canada, Đức và Mỹ.

## Bảng xếp hạng
| Bảng xếp hạng (2011)                              | Vị trí cao nhất |
| ------------------------------------------------- | --------------- |
| Canada Digital Songs (Billboard)                  | 72              |
| Germany Download (Media Control)                  | 90              |
| Italy (FIMI)                                      | 92              |
| South Korea International (GAON)                  | 20              |
| UK Singles (Official Charts Company)              | 136             |
| Hoa Kỳ Bubbling Under Hot 100 Singles (Billboard) | 11              |
| US Dance/Electronic Digital Songs (Billboard)     | 6               |